# Truteń
Truteń – samiec pszczoły miodnej. 

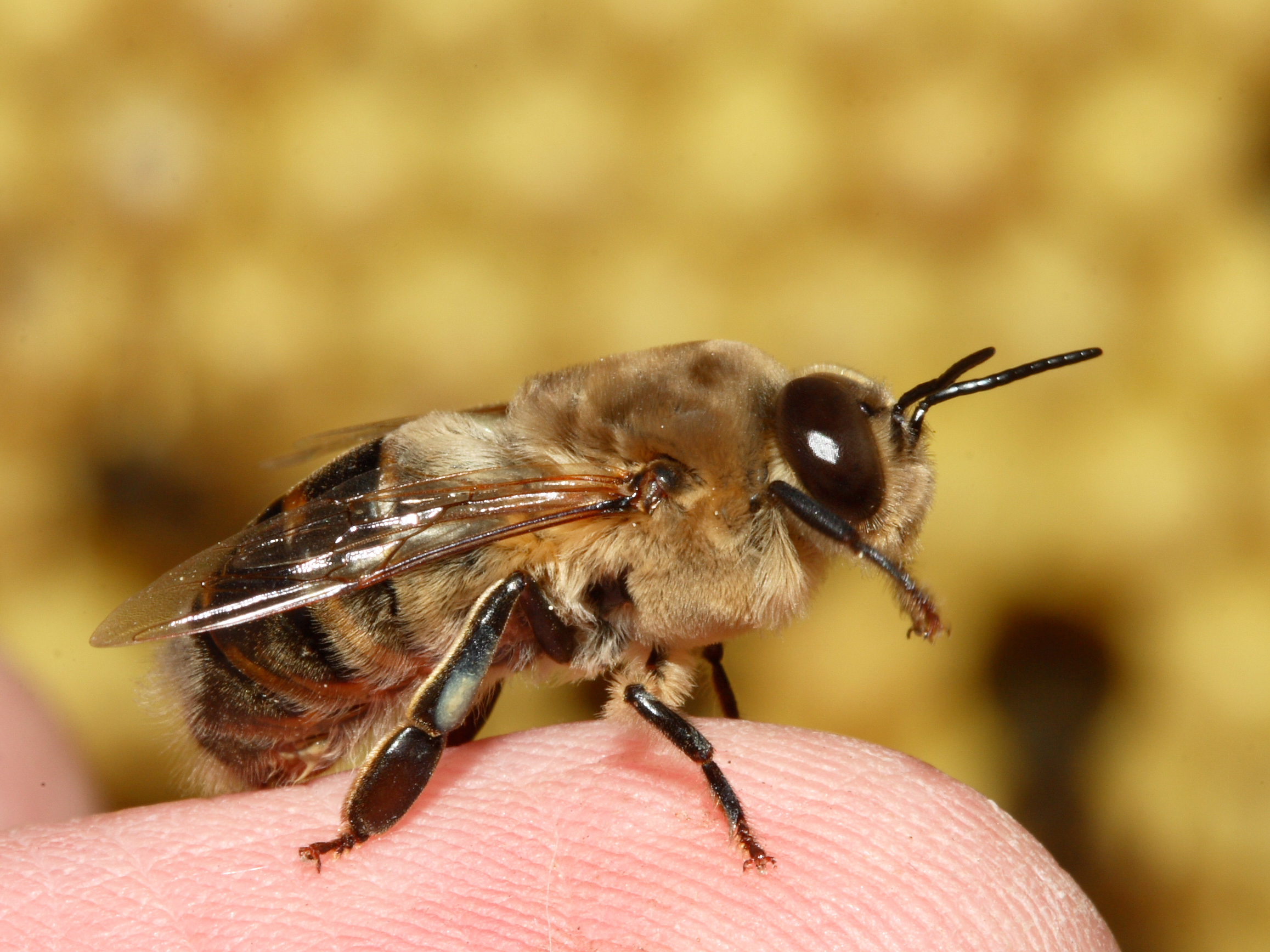
Truteń

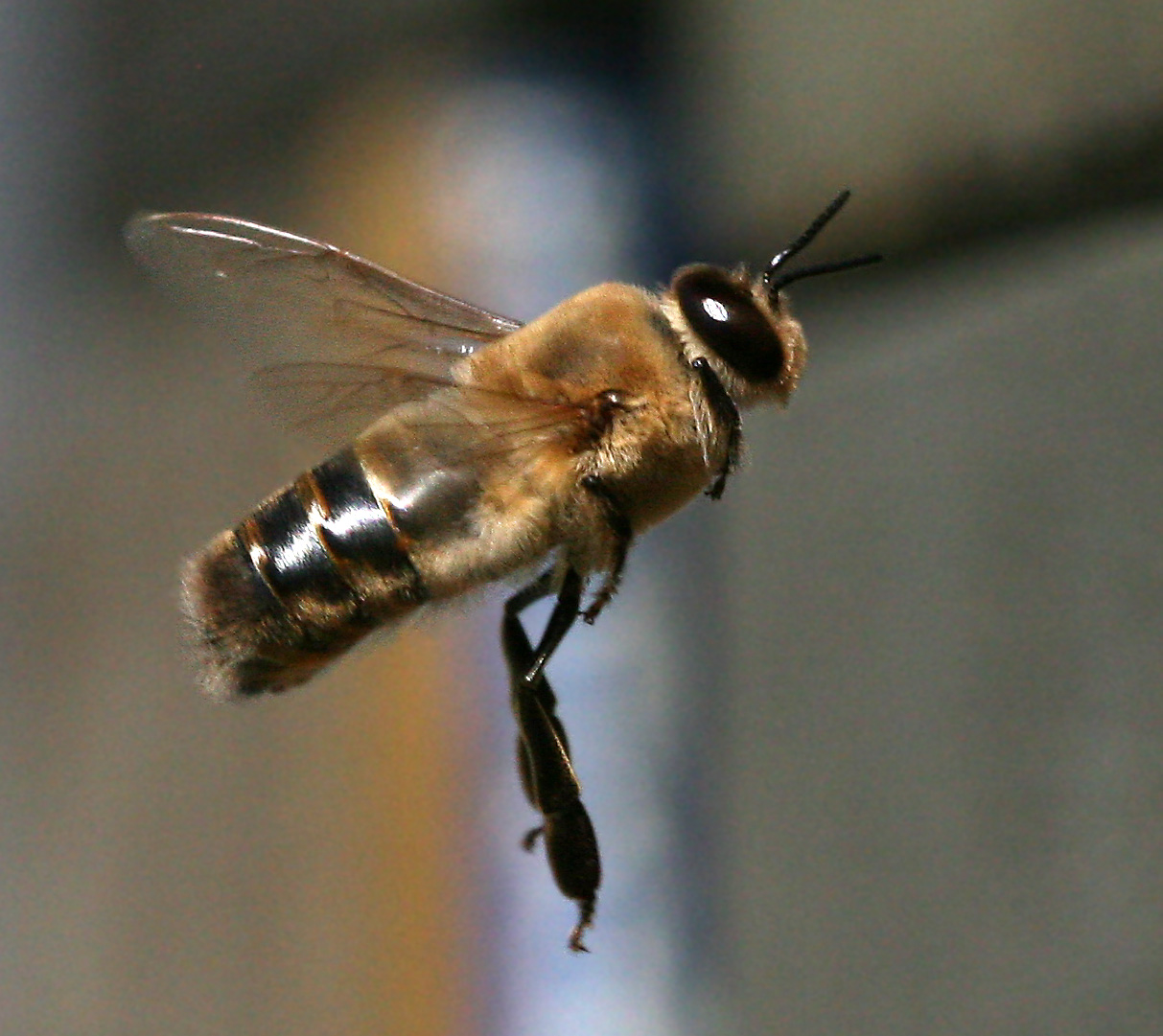
Truteń w locie

Zwykle trutnie rozwijają się z jaj niezapłodnionych i są haploidalne, ale mogą się również rozwijać z jaj zapłodnionych, z zygot homozygotycznych pod względem alleli płciowych i są wówczas diploidalne. Ich rozwój zarodkowy przebiega normalnie, larwy nie są mniej żywotne od larw trutni haploidalnych, ale wkrótce po około 6 godzinach po wykluciu się z jaj zjadane są przez pszczoły robotnice.
Masa ciała trutnia wynosi około 260 miligramów, długość 15–17 milimetrów. Trutnie pojawiają się w ulu na wiosnę i są usuwane przez robotnice na jesieni; średnio w ulu jest ich około 2,5 tysięcy. Do czasu lotu godowego pozostają zupełnie bezczynne, nie pełnią żadnych funkcji społecznych. Ich jedyną funkcją jest dostarczenie królowej nasienia. Odbywa się to w czasie lotu godowego, 6–20 metrów nad ziemią (czasami podawana jest wysokość do 50 metrów), zwykle w pogodny wiosenny dzień. Trutnie żyją w lecie 2–3 miesiące. Gdy zaczynają się chłody, są przepędzane i w krótkim czasie giną z głodu i zimna. W normalnej rodzinie pszczelej trutnie nie zimują. Obecność trutnia po sierpniu w ulu interpretuje się jako problemy z królową roju (nie ma jajeczek, trutnie są trzymane z myślą o zapłodnieniu).